# Diocesi di San Vicente

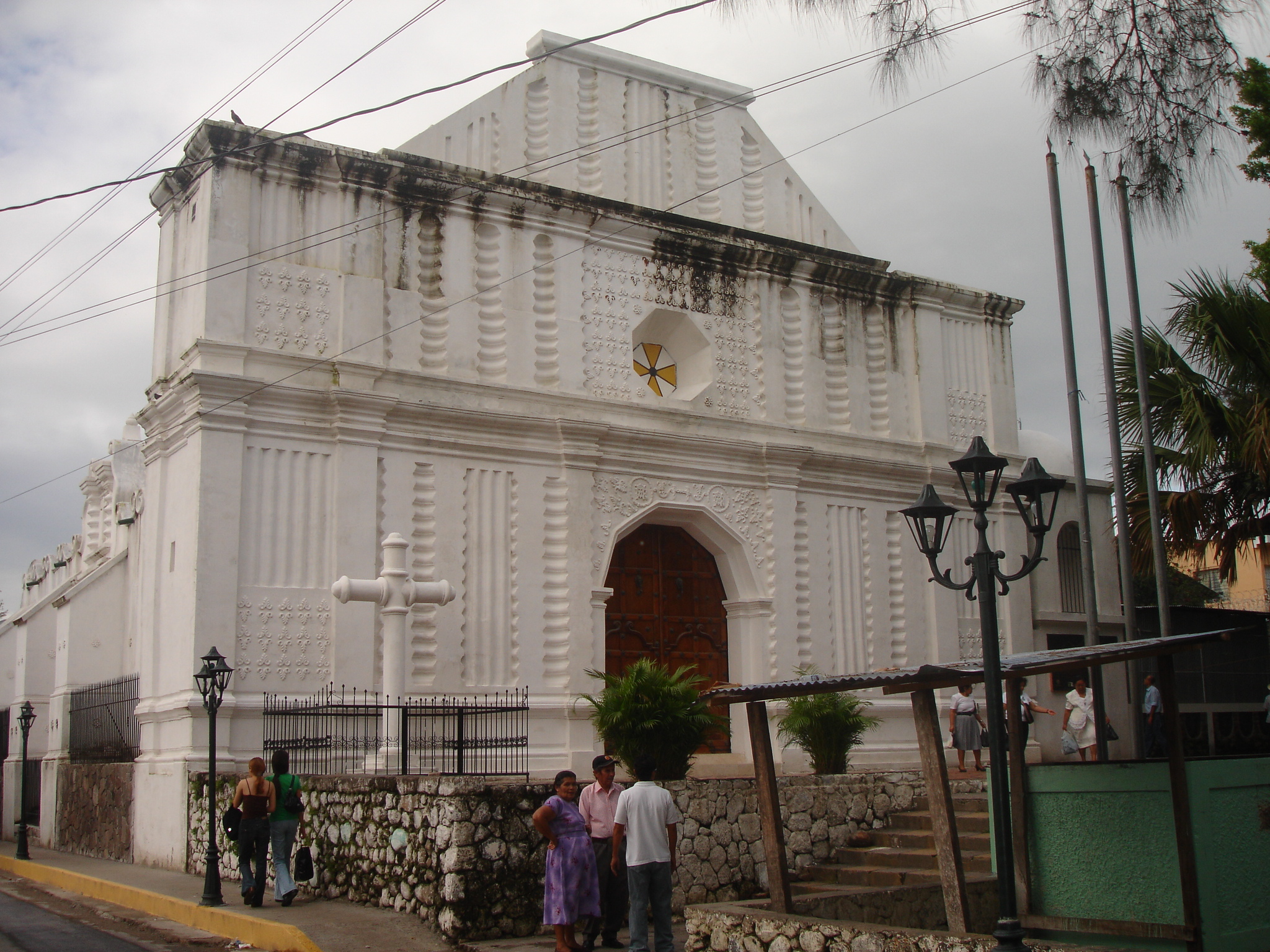
La basilica minore di Nuestra Señora del Pilar di San Vicente.

La diocesi di San Vicente (in latino: Dioecesis Sancti Vincentii) è una sede della Chiesa cattolica in El Salvador suffraganea dell'arcidiocesi di San Salvador. Nel 2022 contava 481.500 battezzati su 524.500 abitanti. È retta dal vescovo José Elías Rauda Gutiérrez, O.F.M.

## Territorio
La diocesi comprende il dipartimento di Cabañas e gran parte del dipartimento di San Vicente, in El Salvador.
Sede vescovile è la città di San Vicente, dove si trova la cattedrale di San Vincenzo. Nella città episcopale sorge anche la basilica minore di Nuestra Señora del Pilar.
Il territorio si estende su 2.056 km² ed è suddiviso in 40 parrocchie, raggruppate in 5 vicariati.

## Storia
La diocesi è stata eretta il 18 dicembre 1943 con la bolla Si qua in catholico di papa Pio XII, ricavandone il territorio dall'arcidiocesi di San Salvador.
Il 28 ottobre 1949, con la lettera apostolica Quidquid ad cultum, lo stesso papa Pio XII ha proclamato la Beata Maria Vergine, Aiuto dei Cristiani, patrona principale della diocesi.
Il 5 maggio 1987 ha ceduto una porzione del suo territorio a vantaggio dell'erezione della diocesi di Zacatecoluca.

## Cronotassi dei vescovi
Si omettono i periodi di sede vacante non superiori ai 2 anni o non storicamente accertati.
- Pedro Arnoldo Aparicio y Quintanilla, S.D.B. † (27 novembre 1948 - 6 giugno 1983 ritirato)
- José Oscar Barahona Castillo † (6 giugno 1983 - 4 giugno 2005 dimesso)
- José Luis Escobar Alas (4 giugno 2005 - 27 dicembre 2008 nominato arcivescovo di San Salvador)
- José Elías Rauda Gutiérrez, O.F.M., dal 12 dicembre 2009

## Statistiche
La diocesi nel 2022 su una popolazione di 524.500 persone contava 481.500 battezzati, corrispondenti al 91,8% del totale.
| anno | popolazione | popolazione | popolazione | presbiteri | presbiteri | presbiteri | presbiteri                | diaconi | religiosi | religiosi | parrocchie |
| anno | battezzati  | totale      | %           | numero     | secolari   | regolari   | battezzati per presbitero | diaconi | uomini    | donne     | parrocchie |
| ---- | ----------- | ----------- | ----------- | ---------- | ---------- | ---------- | ------------------------- | ------- | --------- | --------- | ---------- |
| 1950 | 320.556     | 323.007     | 99,2        | 22         | 15         | 7          | 14.570                    |         | 7         | 27        | 18         |
| 1966 | 400.700     | 406.100     | 98,7        | 39         | 27         | 12         | 10.274                    |         |           | 82        | 31         |
| 1970 | 430.661     | 440.161     | 97,8        | 47         | 33         | 14         | 9.163                     |         | 15        | 92        | 36         |
| 1976 | 515.420     | 515.680     | 99,9        | 43         | 28         | 15         | 11.986                    |         | 15        | 102       | 39         |
| 1980 | 582.000     | 585.000     | 99,5        | 47         | 30         | 17         | 12.382                    |         | 17        | 103       | 39         |
| 1990 | 325.000     | 366.120     | 88,8        | 32         | 29         | 3          | 10.156                    |         | 3         | 82        | 23         |
| 1999 | 455.200     | 477.200     | 95,4        | 44         | 40         | 4          | 10.345                    |         | 4         | 144       | 28         |
| 2000 | 457.300     | 478.060     | 95,7        | 43         | 40         | 3          | 10.634                    |         | 3         | 145       | 28         |
| 2001 | 440.250     | 478.300     | 92,0        | 41         | 41         |            | 10.737                    |         |           | 150       | 28         |
| 2002 | 457.915     | 478.325     | 95,7        | 42         | 42         |            | 10.902                    |         |           | 150       | 28         |
| 2003 | 457.918     | 476.450     | 96,1        | 41         | 41         |            | 11.168                    |         |           | 144       | 28         |
| 2004 | 456.982     | 477.603     | 95,7        | 43         | 43         |            | 10.627                    |         |           | 155       | 28         |
| 2010 | 467.779     | 508.000     | 92,1        | 58         | 58         |            | 8.065                     |         |           | 118       | 35         |
| 2014 | 468.789     | 525.000     | 89,3        | 67         | 67         |            | 6.996                     |         |           | 154       | 36         |
| 2017 | 474.800     | 523.100     | 90,8        | 72         | 72         |            | 6.594                     |         |           | 181       | 38         |
| 2020 | 476.300     | 521.450     | 91,3        | 75         | 75         |            | 6.350                     |         |           | 279       | 40         |
| 2022 | 481.500     | 524.500     | 91,8        | 79         | 78         | 1          | 6.094                     |         | 1         | 254       | 40         |